# Vandskæring
Vandskæring er skæringsmetode til figurskæring af forskellige materialer med en vandstråle på cirka 4000 bar. Med en stråle af rent vand kan man skære bløde materialer som eksempelvis gummi, plast, madvarer m.v. Strålens skæreevne kan øges ved at tilsætte fint sand, hvilket giver strålen en slibende effekt og giver mulighed for at skære i eksempelvis aluminium, hærdet stål, glas m.v.
Teknologien bag vandskæring tager udgangspunkt i højtrykspumpen. Vandtrykket, samt de små skæredyser på 0,1-0,4mm accelererer vandet til en hastighed på ca. 900 m/sek, når vandet forlader skærehovedet. 
| Maskiner | Spire Denne artikel om maskiner, maskindele og apparater er en spire som bør udbygges. Du er velkommen til at hjælpe Wikipedia ved at udvide den. |